# Parque Poliesportivo da Concha Acústica
O Parque Poliesportivo da Concha Acústica é um parque público e espaço cultural localizado no bairro de São Domingos, na cidade de Niterói, Rio de Janeiro, Brasil. Originalmente concebida como um palco ao ar livre para apresentações culturais, a Concha passou por um processo de revitalização e expansão, transformando-se em um moderno complexo esportivo e cultural.

## História
Inaugurada em 1975, a Concha Acústica foi por décadas um importante palco para eventos culturais e musicais em Niterói. Com o tempo, o espaço sofreu com a degradação e a falta de manutenção, levando à necessidade de uma ampla reforma.
Em 2023, a Prefeitura de Niterói iniciou um projeto de revitalização do espaço, com um investimento total de R$ 97,6 milhões. A primeira fase das obras foi concluída em dezembro de 2023, incluindo a entrega de um campo de futebol com grama sintética, quadras de tênis e vôlei de praia, quadra poliesportiva, pista de caminhada, academia para a terceira idade, arquibancadas e vestiários.

## Estrutura Atual
O complexo, agora denominado Parque Poliesportivo da Concha Acústica, oferece diversas instalações esportivas e culturais:
- Campo de futebol com grama sintética e arquibancadas
- Quadras de tênis e tênis de praia
- Quadra poliesportiva para vôlei e basquete
- Pista de caminhada
- Academia para a terceira idade
- Vestiários e salas administrativas modernizadas
- Palco reformado para eventos culturais

Além disso, está em construção a Arena Niterói, um ginásio poliesportivo com capacidade para 2.600 pessoas, projetado para sediar jogos oficiais de vôlei, basquete, handebol e futsal. A previsão de inauguração é para 22 de novembro de 2025, aniversário da cidade de Niterói.

## Administração e Uso
O Parque Poliesportivo da Concha Acústica é administrado pela Secretaria Municipal de Esporte e Lazer de Niterói. O espaço funciona diariamente das 7h às 18h, oferecendo atividades como futebol, futevôlei, altinha, voleibol, basquete, tênis de praia e tênis de quadra. O local é aberto à comunidade, com foco especial em crianças e adolescentes.

## Relação com o Niteroiense Futebol Clube
Desde 2024, o campo de futebol da Concha Acústica serve como centro de treinamentos do Niteroiense Futebol Clube, única equipe profissional de futebol de Niterói. O clube também manda seus jogos do sub 20 no local. Houve a tentativa de utilizar o estádio como mando de campo do time profissional, mas a FERJ negou a liberação por questões técnicas relacionadas à infraestrutura do local, incluindo segurança, acomodações, acessibilidade e demais exigências para competições oficializadas.